# Хор Намхонг
Хор Намхонг (кхмер. ហោ ណាំហុង; 15 листопада 1935, Пномпень) — камбоджійський державний і політичний діяч, дипломат, з 30 листопада 1998 року — міністр закордонних справ Камбоджі (раніше обіймав цю ж посаду в 1990—1993 рр), Заступник прем'єр-міністра Камбоджі (2004). Член провладної Народної партії.

## Життєпис
Народився 15 листопада 1935 року в Пномпені, навчався в Королівській школі адміністрації (ERA). Отримав ступінь магістра права в Паризькому університеті, а також Європейського інституту міжнародних відносин (Франція). У 1967—1973 роках був співробітником камбоджійського дипломатичної місії в Парижі (з 1970 року уряд у вигнанні), у 1973—1975 рр. — посол Камбоджі в Республиці Куба.
За його спогадами під час правління «червоних кхмерів» 1975—1979 роках перебуав в ув'язненні в таборі Боенг Трабек. Але є відомості, що в цей період Хор Намхонг активно співпрацював зі своїми викрадачами і причетний до багатьох злочинів полпотівців. Сам політик ці звинувачення категорично відкидає і стверджує, що не причетний до злочинів скоєних під час геноциду в Камбоджі. Свою позицію Хор Намхонг неодноразово відстоював в суді, звинувачуючи своїх опонентів у наклепі, але в квітні 2011 року Верховний суд Франції відмовив йому в задоволенні позову.
Великий скандал за участю посадових осіб США викликали матеріали, опубліковані в липні 2011 року на сайті WikiLeaks. У них з посиланням на неназване джерело в дипломатичних колах Камбоджі стверджувалося, Хор Намхонг не тільки співпрацював зі своїми викрадачами, але і сам був фігурує як начальник табору Боенг Трабек, а він сам і його дружина причетні до вбивств безлічі ув'язнених цього табору.
Через рік після падіння режиму «червоних кхмерів» Хор Намхонг зайняв посаду заступника міністра закордонних справ в уряді Народної республіки Кампучія (НРК). У 1982—1989 рр. — посол Камбоджі в СРСР. У 1989 році повернувся до Камбоджі, а в наступному році був призначений міністром закордонних справ Камбоджі, з 1991 року — член Вищої національної ради (парламенту) Камбоджі. У 1987—1991 рр. був головним політиком в переговорах по врегулюванню камбоджійського конфлікту. У жовтні 1991 року став одним із політиків, які підписали Паризьку угоду.
У 1993 році повернувся до дипломатичної роботи, та очолив посольство Камбоджі у Франції. У 1998 році повернувся в уряд як міністр закордонних справ та міжнародного співробітництва. У тому ж році став членом Національних зборів Камбоджі. Починаючи з 2004 року одночасно обіймає посаду заступника прем'єр-міністра Камбоджі — Хун Сіна.

## Нагороди та відзнаки
- Гранд-офіцер ордена Камбоджі
- Великий офіцер ордена За заслуги
- Лицар Великого хреста ордену Білого слона
- Орден Дружби народів (СРСР, 1989)